# Bosques de Australia

Cobertura forestal de Australia por zonas ecológicas globales

Los bosques de Australia contienen un importante valor ecológico, ya que además de cumplir con un papel trascendental en la liberación de oxígeno, conservan y enriquecen los suelos, proporcionan bienestar y equilibrio en la biosfera y preservan el hábitat de especies, plantas y animales. Australia cuenta con aproximadamente 147 millones de hectáreas de bosque puramente nativos; estos representan cerca del 19% que son aprovechados en la tierra.
Actualmente existen 457 comunidades de bosques. Estas se encuentran distribuidas en toda Australia. Se dividen básicamente en siete tipos de bosques: selvas tropicales, bosques que contienen plantas del género melaleuca y Eucalyptus, árboles casuarina y acacia, coníferas callitris y los manglares.
La mayoría de los árboles de Australia son de madera resistente, por lo general del género eucalipto.

## Protección y conservacionismo

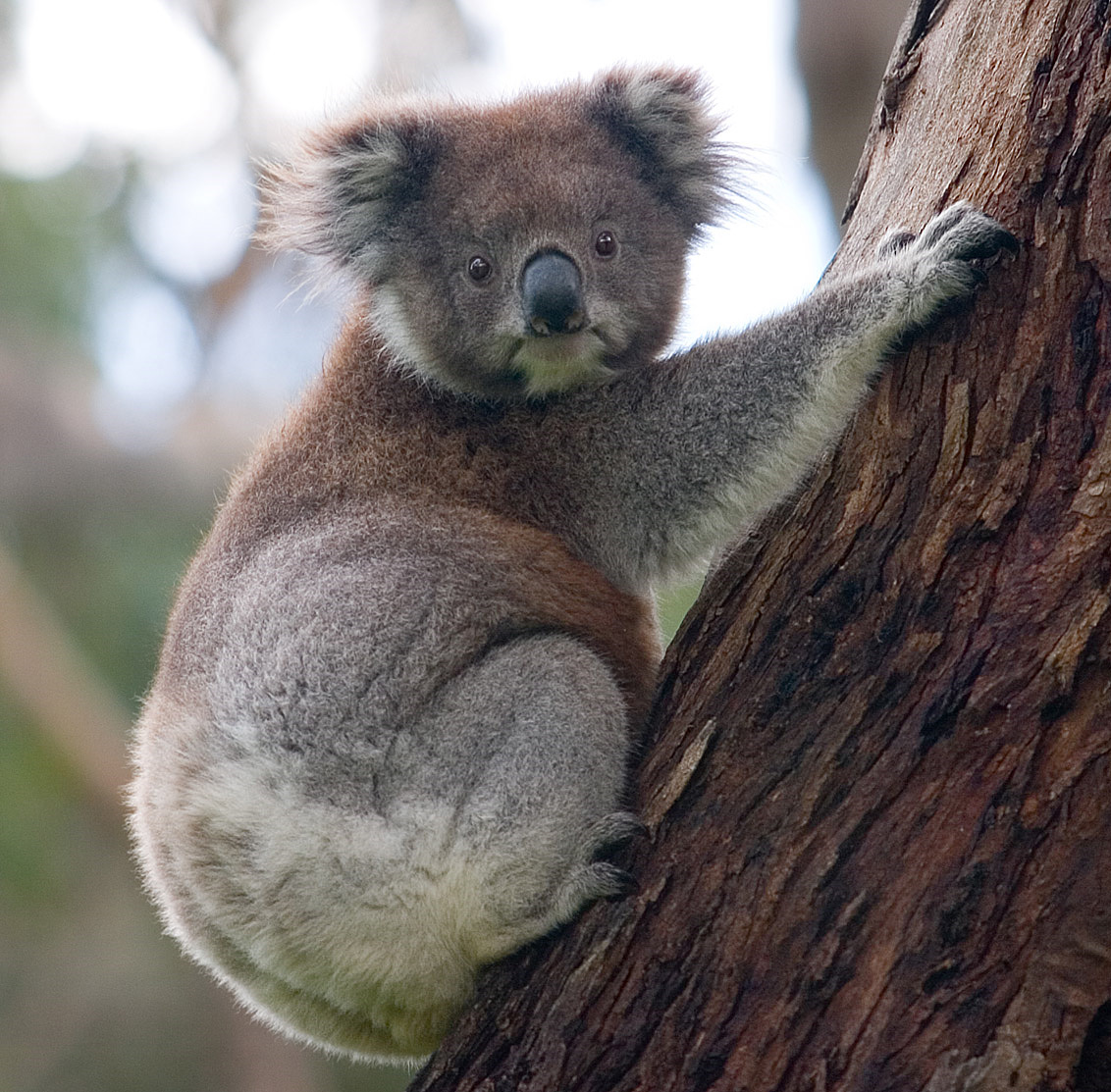
Koala en su hábitat.

El gobierno tiene como prioridad proteger todas las áreas que forman parte de la mancomunidad de Australia, además de proteger los seis estados incluyendo dos territorios autónomos: Territorio de la Capital Australiana y Territorio del Norte. Estos últimos son gestionados por el estado y ocho gobiernos estatales. 
Estas áreas protegidas cubren 895 288 km² de la superficie de Australia o un 11.5% de la superficie total del país. El Territorio de la Capital Australiana comprende el mayor nivel de protección con un 55% de su territorio seguido de Tasmania con un 40% y Australia Meridional con un 25%. Más del 80% de todas las áreas protegidas en territorio australiano son propiedad pública y administrados por el gobierno.
Entre las áreas protegidas se encuentran: las reservas naturales de fauna y flora —se incluyen 145 áreas marinas y costeras que comprenden 38 millones de hectáreas—, los parques naturales y las zonas donde habitan las poblaciones indígenas. La comunidad primitiva forma parte del Sistema Nacional de Reservas y cubre aproximadamente el 3% del territorio australiano. Todas las zonas están conservadas y protegidas por la legislación gubernamental.
Organizaciones gubernamentales y no gubernamentales que trabajan en la conservación y restauración de los bosques y el medio ambiente australiano:
| - Foundation for National Parks & Wildlife. - Wildlife Preservation Society of Queensland. - Australian Native Plants Society (ASGAP). - Australian Conservation Foundation. - Australian Koala Foundation. - Australian Marine Conservation Society. - Australian Wildlife Conservancy. - Banksia Environmental Foundation. - Bush Heritage Australia. - Royal Australasian Ornithologists Union. - Clean Up Australia. | - Conservation Volunteers Australia. - Green Corps. - Greening Australia. - Landcare Australia. - Natural Heritage Trust. - NSW Wildlife Information Rescue and Education Service. - Planet Ark. - Sustainable Population Australia (SPA). - Sydney Metropolitan Wildlife Service. - The Wilderness Society (Australia). |

## Patrimonio de la Humanidad

Logo de la Unesco.

Australia es reconocida a nivel mundial por ser uno los continentes con mayor biodiversidad. Cuenta con cientos de especies de plantas, árboles, bosques y animales; se calcula que Australia cuenta con unas 25 000 especies de plantas, de las cuales, el 42% se encuentran en Australia Occidental. También goza de un gran número de parques nacionales, se estima que unos 500 parques forman parte del territorio australiano. 
Actualmente el territorio australiano posee diecinueve lugares naturales que han sido calificados y reconocidos "Patrimonio de la Humanidad" por la Unesco. Entre estos bienes se encuentran: el Parque nacional Kakadu (1981, 1987, 1992) —único en su género por la cantidad de ecosistemas—, la Zona de naturaleza salvaje de Tasmania (1982, 1989) —contiene más de 1 millón de hectáreas—, los Bosques lluviosos del Gondwana de Australia (1986, 1994) —considerado uno de los lugares más importantes del mundo—, el Parque nacional de Uluru-Kata Tjuta (1987, 1994) —contiene 1.326 km² y se encuentran formaciones rocosas—, los Trópicos húmedos de Queensland (1988) —abarca una gran multitud de especies de plantas y animales—, entre otros.
Australia es el decimosegundo país con mayor número de lugares declarados Patrimonio de la Humanidad por la Unesco, solo por detrás de Estados Unidos, Brasil, México, China, India, Rusia, Reino Unido, Alemania, Francia, Italia y España.

## Lista de bosques y parques importantes

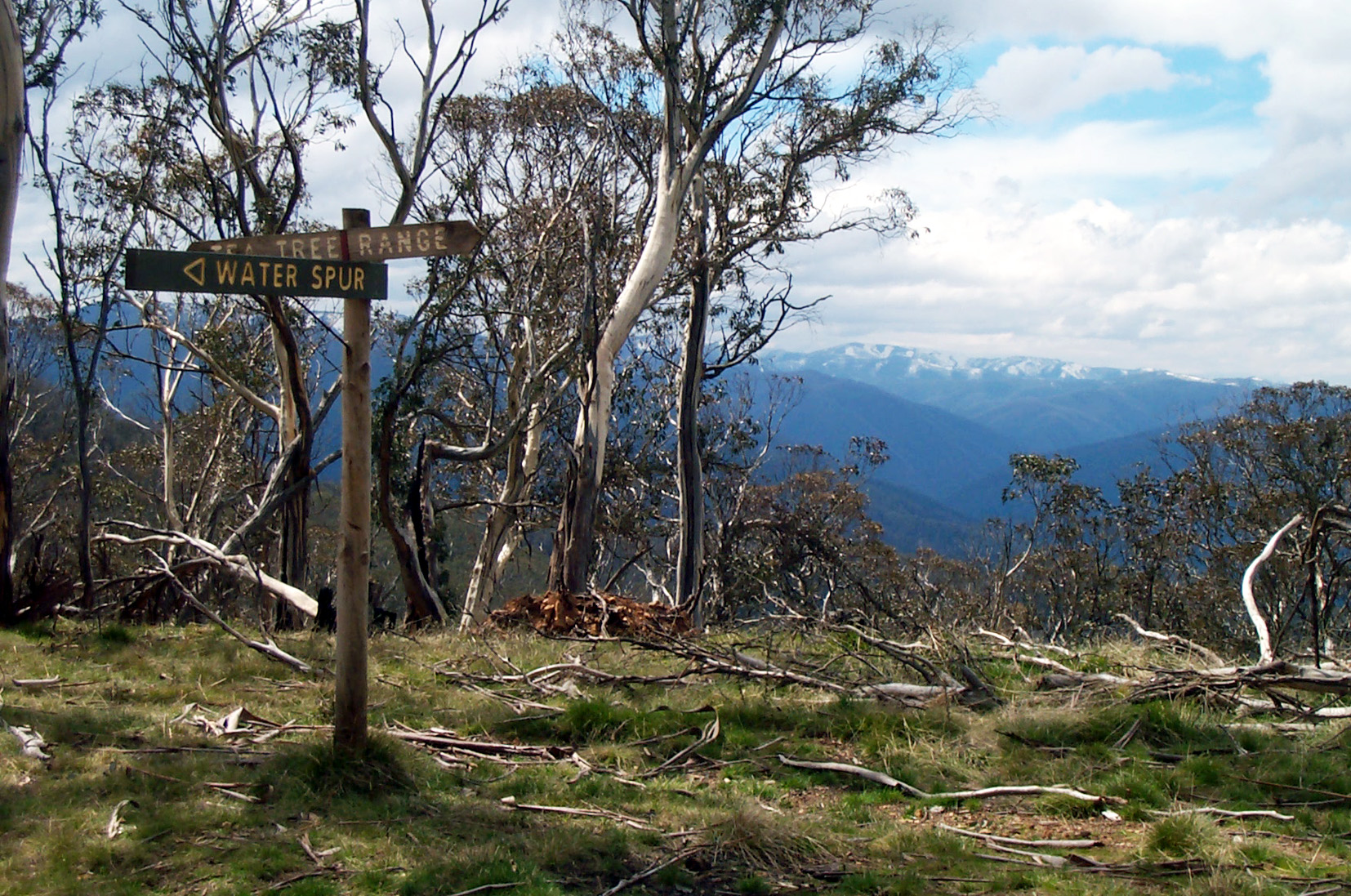
Vista del Parque nacional Alpino.

| Bosque                     | Información |
| -------------------------- | --- |
| Parque nacional Alpino     | Es el parque más grande del estado de Victoria, Australia. Posee la mayor cantidad de flora y fauna de todos los parques del estado. En invierno el parque suele estar cubierto de nieve, mientras que en la temporada cálida se vislumbran hermosas e imponentes flores silvestres.        |

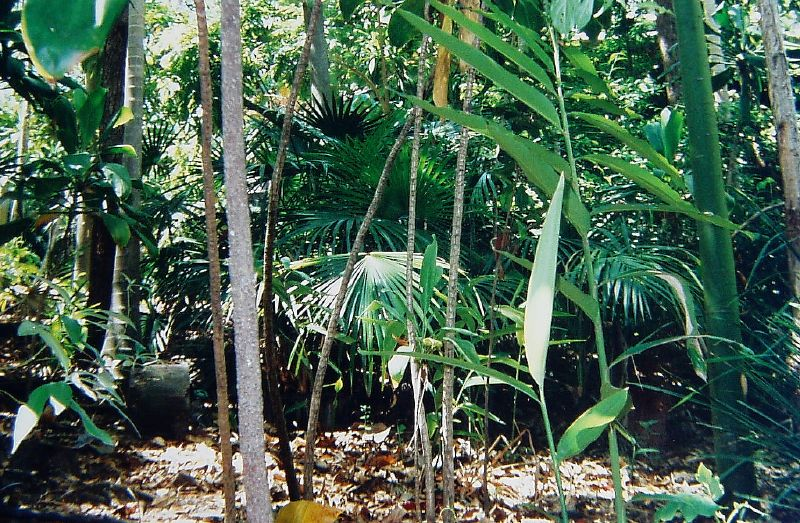
Aspecto selvático del Parque nacional D'Aguilar.

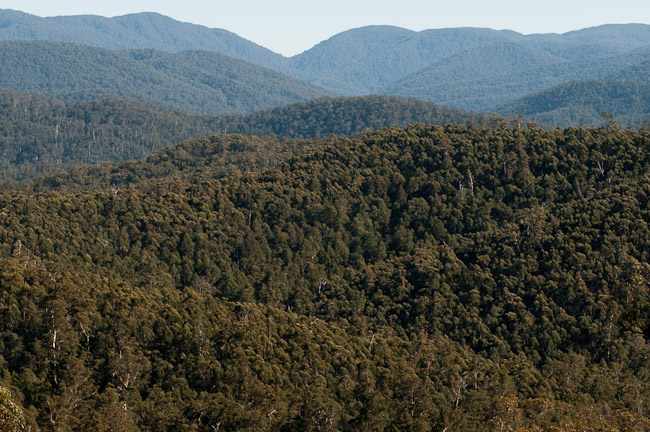
Vista panorámica del Parque nacional Errinundra.

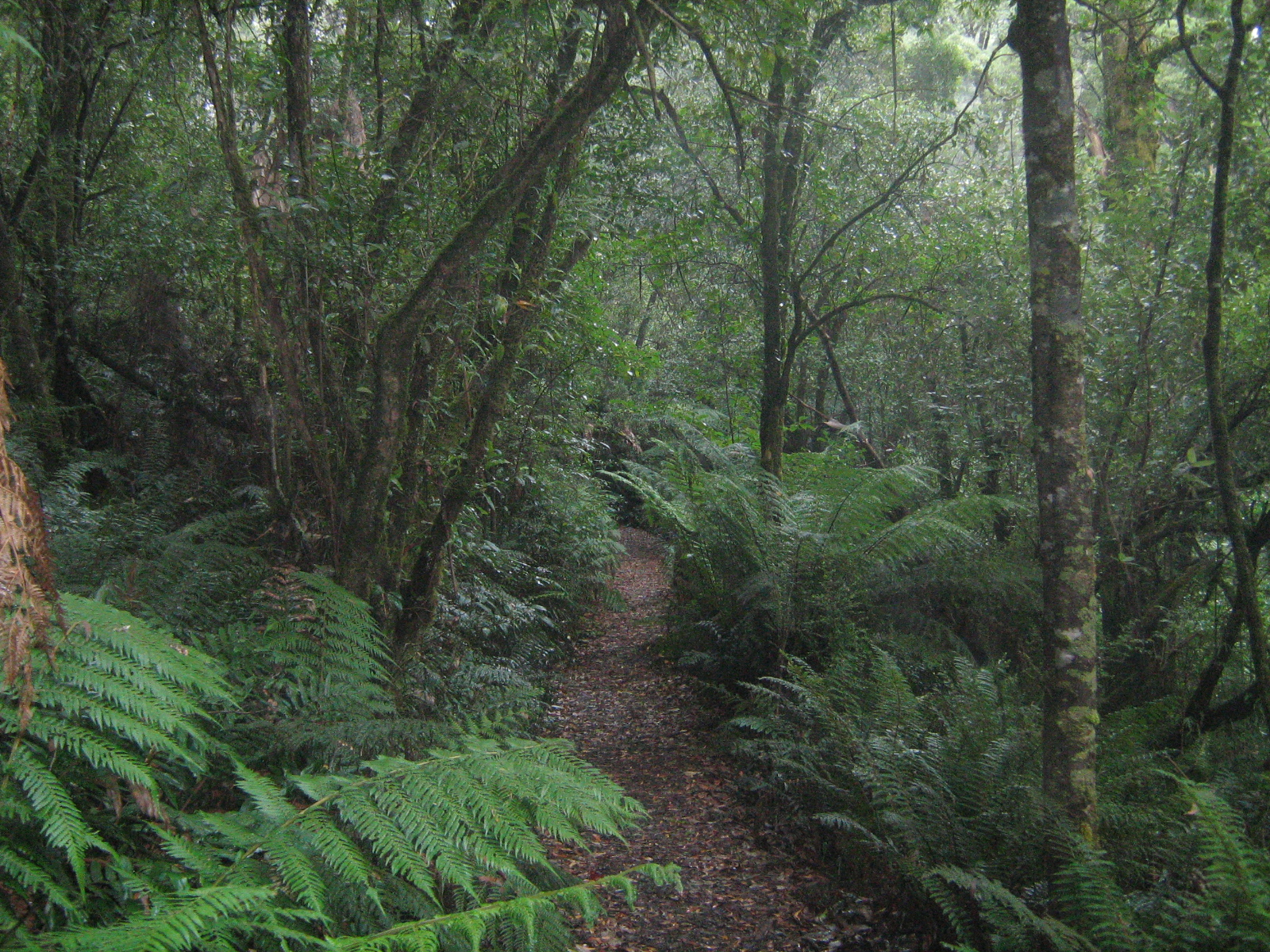
Aspecto de un bosque templado en el Parque nacional Gran Otway.

| Parque nacional D'Aguilar  | Es un parque ubicado en Queensland, Australia. Contiene cerca de 35 mil hectáreas y se encuentran grandes extensiones de eucaliptos. Se encuentran una gran diversidad de plantas, cerca de 800 en total; algunas de estas especies se encuentran en peligro de extinción.                  |

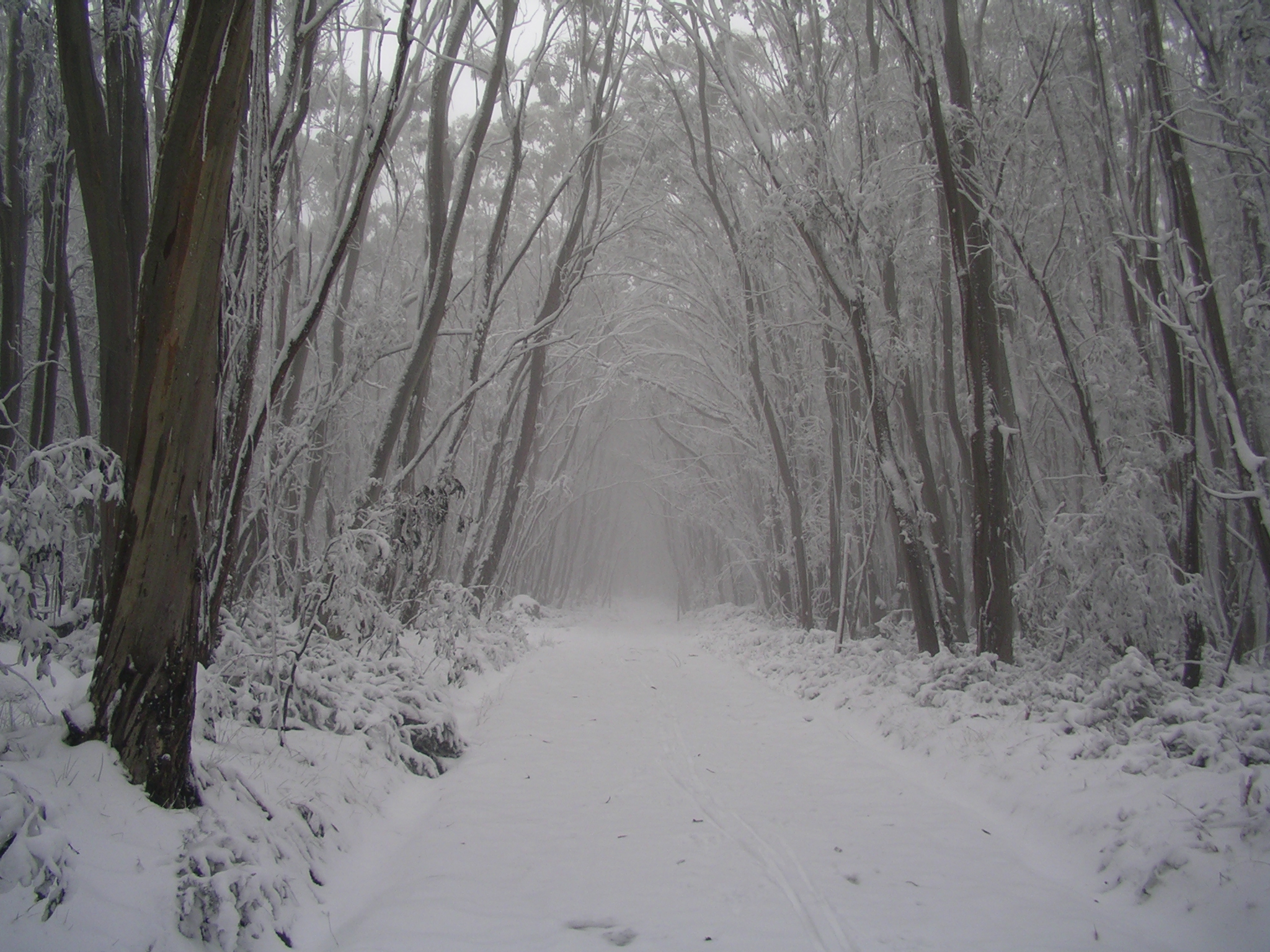
Una pista de esquí en la montaña Lake.

| Bosque Sierra Morena       | Es un bosque localizado en la región de East Gippsland, Australia. Se caracteriza por albergar grandes extensiones de bosques antiguos. Se estima que muchos de los árboles existentes en este bosque tienen 300 años de antigüedad.                                                        |
| Selva Daintree             | Es una selva ubicada en Mossman, Queensland, Australia. Está considerada como una de las más grandes selvas tropicales del mundo. Contiene 1.200 km² —la mayor parte de la selva tropical en Australia—. Esta isla comprende una gran cantidad de especies vegetales y animales.            |
| Parque nacional Errinundra | Parque nacional localizado en Victoria (Australia). En este sitio se conserva la reserva más grande de bosques gélidos. También se encuentran bosques antiguos y un gran número de árboles de eucalipto. Sirve de hábitat para animales como la rana, búhos, ratas, entre otros.            |
| Parque nacional Gloucester | Es un parque nacional ubicado en el estado de Australia Occidental. Este parque contiene uno de los árboles más altos de Australia —el Gloucester, un árbol del género Eucalyptus diversicolor—. Fue nombrado por el duque Gloucester en 1946.                                              |
| Bosques húmedos Gondwana   | Antes conocidas como "Selvas Centrales del Este", son conocidas por ser la zona más extensa de la selva tropical del mundo. Este lugar cuenta con 50 reservas distribuidas por un total de 3.655 km². El número de visitantes es de aproximadamente 2 millones por año.                     |
| Bosque Goolengook          | Es un bosque situado en Orbost, Victoria, Australia. Considerado como uno de los bosques más antiguos y fascinantes del mundo. Posee una extensa variedad de árboles y plantas y algunos animales en vía de extinción.                                                                      |
| Parque nacional Gran Otway | Este parque se encuentra en Victoria, Australia. Posee 103.000 hectáreas y una superficie total de 103 km². En este sitio se encuentran bosques húmedos y antiguos rodeados de páramos y cascadas. Al igual que otros bosques, contiene mucha flora y fauna.                                |
| Bosque Karawatha           | Parque ubicado en las afueras de Karawatha, Queensland, Australia. Al igual que otros bosques posee animales en vía de extinción como el búho poderoso, la cacatúa lustrosa y la rana litoria brevipalmata. Contiene 770 hectáreas y se encuentran todo tipo de matorrales y zonas húmedas. |
| Parque nacional Kinglake   | Es un parque nacional ubicado en Victoria, Australia. El parque incluye zonas de pícnic e instalaciones para acampar. Se encuentran una gran variedad de aves, walabíes, canguros, vombatidos, falageriformes y taquiglósidos.                                                              |
| Montaña Lake               | Es un centro turístico localizado en Victoria, Australia. Es una de las estaciones de esquí más populares de Australia y se encuentra a 90 km de Melbourne. Es el hogar del falangero de Leadbeater, una especie de marsupial en vía de extinción.                                          |
| Parque nacional Lamington  | Es un parque ubicado en Queensland, Australia. Es conocido por su belleza natural, por sus extensos bosques tropicales, por sus animales, cascadas, los senderos y las vistas a las montañas. Se encuentran extensas selvas de robles antárticos.                                           |